# Marcus Coco
Marcus Regis Coco (Les Abymes, Guadalupe, 24 de junio de 1996) es un futbolista francés. Juega como delantero y se encuentra sin equipo tras abandonar el F. C. Nantes.

## Clubes
| Club           | País    | Año       |
| -------------- | ------- | --------- |
| E. A. Guingamp | Francia | 2015-2019 |
| F. C. Nantes   | Francia | 2019-2025 |

## Palmarés

### Títulos nacionales
| Título          | Club         | País    | Año  |
| --------------- | ------------ | ------- | ---- |
| Copa de Francia | F. C. Nantes | Francia | 2022 |